# Tremblois-lès-Carignan
Tremblois-lès-Carignan – miejscowość i gmina we Francji, w regionie Grand Est, w departamencie Ardeny.
Według danych na rok 2010 gminę zamieszkiwało 114 osób, a gęstość zaludnienia wynosiła 27 osób/km².